# Carmelo Erdozáin
Carmelo Erdozáin Gil (Aibar, Navarra, 3 de enero de 1939) es un sacerdote y músico español.

## Biografía
Desde su niñez comenzó a estudiar solfeo y piano con el compositor aibarrés Manuel Zoco. A los once años ingresó en el Seminario de Pamplona, compatibilizando los estudios eclesiásticos con musicales. El seminario pamplonés era por aquel entonces el centro más importante de formación musical en Navarra. Prosiguió sus estudios en el Conservatorio Superior Pablo Sarasate de Pamplona, donde asistió a las clases de los profesoresː Luis Taberna y Miguel Etxebeste (Órgano); y Fernando Remacha (Composición). Continuó sus estudios en el Pontificio Instituto de Música Sacra (Roma), donde se licenció en Canto Gregoriano con una tesina de musicología sobre Bernardo Clavijo del Castillo; en Siena (1969), donde obtuvo el Diploma di mérito de composición Cátedra Petrassi de la Accademia Musicale Chigiana y en Alemania.
De regreso a España, trabajó como coadjutor, durante siete años en el municipio navarro de Aoiz, donde compuso sus primeros discos. En 1972 se trasladó a Pamplona, para ser vicario y organista de la iglesia de san Nicolás.
Fundador y primer presidente de la Asociación para la Promoción de la Música Religiosa (APROMUR). Director de la editorial Música-Liturgia y Oración (EMLO) de Pamplona. Es consultor en el departamento de música de la Comisión Nacional de Liturgia.

## Producción musical
Su producción musical está compuesta por más de cuatrocientas canciones religiosas, que le han convertido en uno de los compositores de música religiosa más conocidos. Entre sus títulos más conocidos se encuentran: "La Virgen sueña caminos", "Cristo nos da la Libertad", "Hoy vuelvo de lejos", "Las puertas de la Nueva Ciudad", "Oh Señor, delante de Ti", "Este pan y vino", "Creo en Jesús", entre otros.
Sus reproducciones en Youtube se contabilizan por cientos de miles.

## Discografía
- Jesucristo: Siete Tiempos (Ediciones San Pablo 1971)
- Cristo Vive (Ediciones San Pablo 1973)
- Cristo Libertador (Ediciones San Pablo 1975)
- Hoy Vuelvo de Lejos (Ediciones San Pablo 1976)
- Cerca esta el Señor (Ediciones San Pablo 1978)
- Preparad Los Caminos (Ediciones San Pablo 1979)
- Viviremos con El (Ediciones San Pablo 1983)
- Ven y Sígueme (Ediciones San Pablo 1985)
- 16 Cantos para la Misa (Ediciones San Pablo 1985)
- Cristo El Mesías (Ediciones San Pablo 1986)
- Nuevos Cantos para el Año Litúrgico (Ediciones San Pablo 1989)
- Nuevos Cantos de Adviento y Navidad (Ediciones San Pablo 1989)
- Mis Cantos Preferidos (Ediciones San Pablo 1990) Recopilación
- Cantos para una Comunidad Evangelizadora (Ediciones San Pablo 1990)
- Dios es Amor (Ediciones San Pablo 1991)
- Mesías de Liberación (Ediciones San Pablo 1992)
- Siguiendo las Pisadas de Cristo (Ediciones San Pablo 1995)
- Cantos para Participar y Vivir la Misa (Ediciones San Pablo 1996)
- Adviento María y Navidad (Ediciones San Pablo 1999)
- Jesucristo 2000 (Ediciones San Pablo 2000) Con Maximino Carchenilla, Fernando Gordillo & Jose Sargadoy
- 15 Cantos para la Cena del Señor (Ediciones San Pablo 2000)
- 15 Canciones Famosas para las Celebraciones (Ediciones San Pablo 2000)
- 12 Canciones Religiosas y Litúrgicas para el Siglo XXI (Ediciones San Pablo 2001)
- 24 Cantos de Adviento y Navidad (Ediciones San Pablo 2006)
- Canciones Selectas, 12 Cantos para la Misa (Ediciones San Pablo 2009)